# روبرتا بينوتي
روبرتا بينوتي (بالإيطالية: Roberta Pinotti) وزيرة دفاع جمهورية إيطاليا، وهي سياسية إيطالية من مواليد جنوة 20 مايو 1961 ، حصلت على شهادة البكالوريوس في الأدب الحديث، وعملت بعد تخرجها كمدرسة للغة الإيطالية في المدارس الثانوية، وشغلت العديد من المناصب الحزبية ثم تولت وزارة الدفاع عام 2014.
في نهاية عام 1980 انضمت روبرتا للحزب الشيوعي الإيطالي، بسبب ميول والدها العامل البسيط له رغم أنه لم ينضم تنظيميًا للحزب، واستمرت فيه عدة سنوات، ثم انتقلت بعد ذلك إلى حزب اليسار الديمقراطي، وشغلت فيه منصب الأمين الإقليمي في الفترة 1999 و2001.
روبرتا، الزوجة وأم البنتين، استطاعت الوصول إلى مقاعد البرلمان عام 2001، وفي عام 2013 تمت ترقيتها إلى مساعدة لوزير الخارجية، واستمرت في ذلك المنصب إلى أن تم تعينها كوزيرة للدفاع في 21 فبراير عام 2014.